# Itzcoatl

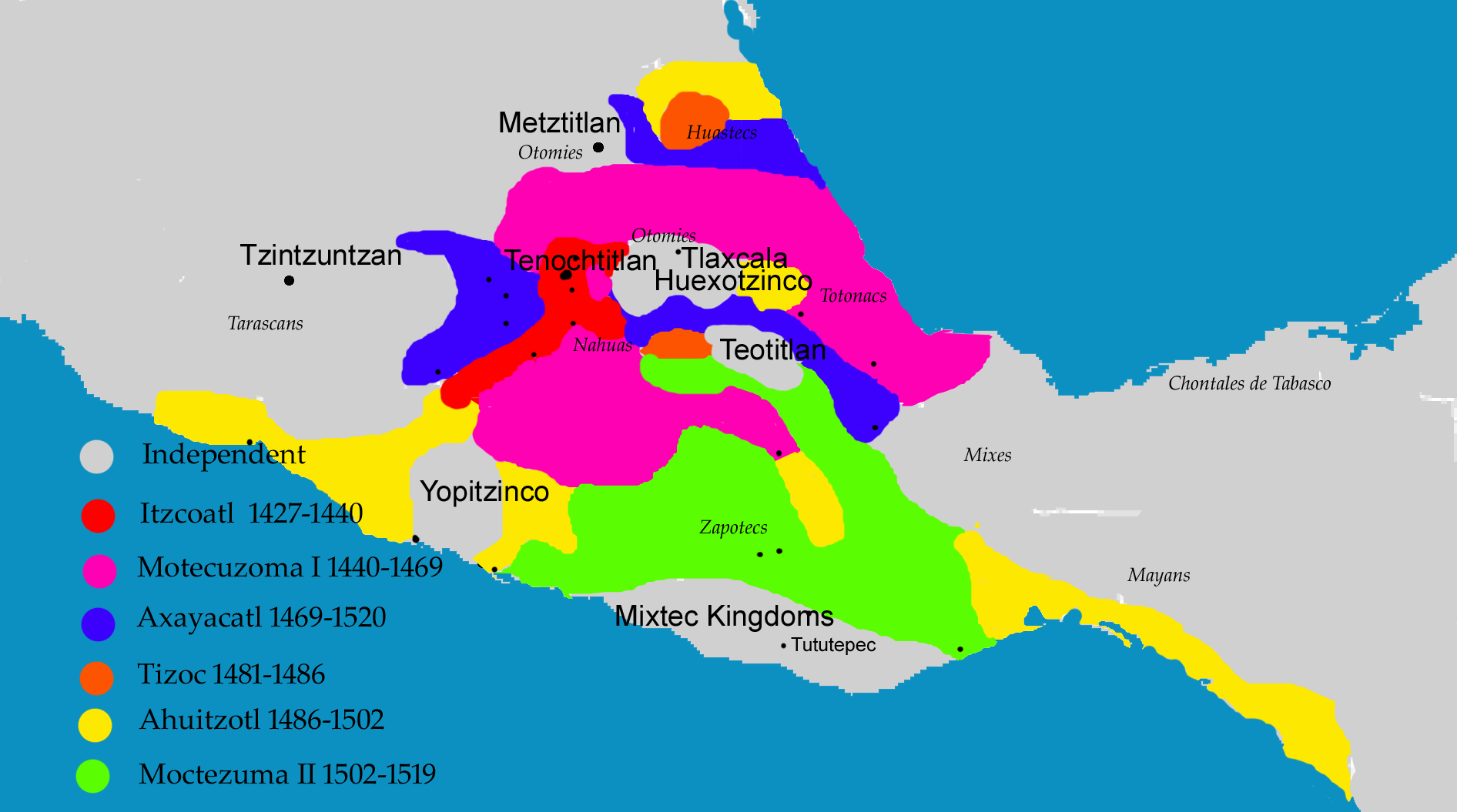
Kaart van de uitbreiding van het Azteekse rijk door de eeuwen heen.

Itzcoatl (Obsidiaan slang) was de hueyi tlahtoani (keizer) van de Azteken tussen 1427 en 1440, de periode dat de Azteken zich los maakten van de dominantie van de Tepaneken.
Hij was een zoon van Acamapichtili, broer van Huitzilihuitl en oom van Chimalpopoca. Hij kwam aan de macht nadat zijn neef en voorganger Chimalpopoca was gevangengenomen door de Tepaneken, waar hij zelfmoord pleegde. Itzcoatl sloot een verbond met Nezahualcóyotl van Texcoco, eveneens een vijand van de Tepaneken. Samen versloegen ze de Tepaneekse koning Maxtla en lieten hem offeren. Itzcoatl vormde de Azteekse Driebond met Texcoco en Tlacopan, en vormde hiermee in feite het begin van het Azteekse rijk.
Hij stierf in 1440 en werd opgevolgd door Moctezuma I.